# Fregnacce marchigiane
Le fregnacce sono delle sfoglie di pasta all'uovo condite con sugo di carne e pecorino e cotte al forno tipiche dell'Italia centrale.

## Descrizione
La forma ricorda quella dei classici cannelloni e il ripieno è fatto principalmente di carne, formaggio grattugiato e altri ingredienti.

## Preparazione
La sfoglia all'uovo delle fregnacce viene tirata a mano, tagliata a quadrati e lessata in acqua bollente e sale, condita poi con pecorino, pepe, olio e arrotolata su sé stessa.